# Thamnochortus amoena
Thamnochortus amoena är en gräsväxtart som beskrevs av Hans Peter Linder. Thamnochortus amoena ingår i släktet Thamnochortus och familjen Restionaceae. Inga underarter finns listade i Catalogue of Life.